# Aeroportul Kindamba
Aeroportul Kindamba (IATA: KNJ, ICAO: FCBK) este un aeroport din Departamentul Pool, Republica Congo ce deservește zona Kindamba⁠(d). A fost numit după zona deservită.
Situat la o altitudine de 355 m, aeroportul dispune de o singură pistă.